# When My Blue Moon Turns to Gold Again
"Wjen my blue moon turn to gold again" (Lit. "Cuando mi luna azul se vuelva dorada otra vez") es una canción escrita por Gene Sullivan con música de Wiley Walker.   En 1956 la misma sería grabada por Elvis Presley para su segundo álbum,"Elvis". 

## Antecedentes
Según Gene Sullivan, la canción "When my Blue Moon Turns To Gold Again"  fue escrita por necesidad. Sullivan comentó: “La sesión de grabación de 1940 que Wiley Walker y yo hicimos para Columbia Records fue un error. No sabíamos nada sobre las canciones originales. Simplemente grabamos canciones que nos gustaba cantar. El hombre de Columbia A & R, Art Satherley, destrozó la mayoría de las canciones que grabamos y tuvimos que aprender seis canciones nuevas en un día.
Finalmente nos sentó y nos dijo que íbamos a tener que crear canciones originales si queríamos seguir en el negocio discográfico. Todo eso era nuevo para nosotros porque nunca lo habíamos hecho. Entonces comencé a intentar escribir canciones”. “Durante ese tiempo, estaba mudando a mi familia y todo lo que teníamos en nuestro automóvil desde Lubbock, Texas, a Oklahoma City para un nuevo trabajo. Conduje toda la noche por Texas mirando directamente a la brillante luna llena. La luna era tan brillante que incluso podía apagar los faros del auto y seguir viendo la carretera. Y de ahí se me ocurrió la idea de ‘When My Blue Moon Turns To Gold Again’. Y escribí esa canción en ese viaje”. 
Un historiador señaló que "se dice que su disco vendió millones".

## Versión de Elvis Presley
Elvis Presley grabó su versión del tema el 15 de diciembre de 1956 en el Hirsch Youth Center de Shreveport, Louisisana. En dicha sesión además de Elvis en voz y guitarra acústica rítmica, participaron Scotty Moore en guitarra eléctrica, Bill Black en contrabajo, D. J. Fontana en batería y The Jordanaires en los coros   La versión de estudio de Elvis contó con un solo de guitarra del mismo Scotty Moore. 
Junto a sus músicos, Elvis también cantó el tema en vivo en la tercera presentación que hiciera en el programa de Ed Sullivan el 6 de enero de 1957. Las cámaras volvieron a censurar a Elvis filmándolo de la cintura hacia arriba una vez más, aunque eso no evitó que las jóvenes de la audiencia gritaran histéricamente ante cualquier gesto de Elvis.
En dicha ocasión Elvis antes de interpretar la canción agradeció a la audiencia por las tarjetas y regalos de cumpleaños (el cumpleaños de Elvis era dos días después de la presentación televisiva) y Navidad que le habían hecho, destacando que ahora tenía exactamente unos 282 Teddy Bears. 

## Otras versiones
La canción ha sido grabada entre otros por
- Cindy Walker [7]
- Cliffie Stone [8]
- Sammi Smith
- The Statler Brothers
- Hank Thompson [9]
- Emmylou Harris
- Jerry Lee Lewis
- Jerry Reed
- Eddy Arnold
- Jim Reeves
- Bill Monroe
- Merle Haggard